# Социалистическая Республика Румыния
Социалисти́ческая Респу́блика Румы́ния (рум. Republica Socialistă România), до 21 августа 1965 — Румы́нская Наро́дная Респу́блика (рум. Republica Populară Română (1947—1954, 1963—1965) или рум. Republica Populară Romînă (1954—1963)), — период в истории Румынии с 30 декабря 1947 года по 22 декабря 1989 года, когда страна являлась социалистической республикой под тоталитарным руководством Румынской коммунистической партии. Ему предшествовал период монархии (1881—1947), а после началась современная история Румынии (c 1989).
После окончания Второй мировой войны Королевство Румыния, хоть и самостоятельно перешедшее на сторону стран-союзников, оказалось под советской оккупацией. На парламентских выборах 1946 года победу одержала Румынская коммунистическая партия. При этом страна оставалась королевством во главе с королём Михаем I. 30 декабря 1947 года под давлением со стороны Петру Грозы и Георге Георгиу-Дежа Михай отрёкся от престола, а парламент в тот же день провозгласил создание Румынской Народной Республики. В апреле 1948 года была принята первая конституция страны, а в сентябре 1952 года — вторая.
В первые годы в Румынской Народной Республике под руководством Георгиу-Дежа прошли процессы коллективизации и индустриализации. С середины 1950-х годов румынское правительство стало проводить политику десателлизации, то есть уменьшения зависимости от СССР. В результате неё с территории Румынии были выведены советские войска, а также были ликвидированы совромы. Формально такая политика была закреплена в 1964 году в специальном заявлении РКП. С экономической точки зрения Румыния развивала отношения и с западным миром, в том числе с Францией, Великобританией и США. Успешная экономическая политика привела к стабильно высокому росту экономики с 1950-х по 1970-е годы. Росла также и городская часть населения, безграмотность была ликвидирована, продолжительность жизни увеличивалась. 21 августа 1965 года была принята третья конституция страны, утвердившая, помимо прочего, её новое название — Социалистическая Республика Румыния.
В марте 1965 года генеральным секретарём РКП, а в декабре 1967 года и председателем Государственного совета, стал Николае Чаушеску. Первое время он проводил более либеральную внутреннюю и внешнюю политику, нежели Георгиу-Деж. Кульминацией такой политики стало публичное осуждение введения войск стран Варшавского договора в Чехословакию в августе 1968 года. Однако, с 1971 года политика Чаушеску стала преобретать всё более тоталитарный характер. После принятия 6 июля 1971 года так называемых «июльских тезисов» в стране развернулся масштабный культ личности не только самого Чаушеску, но и его жены Елены. На высших должностях в стране места стали занимать либо ближайшие родственники Чаушеску, либо люди из его круга приближённых. Всё бо́льшую роль в политической жизни стала играть тайная полиция «Секуритате». В 1974 году для Чаушеску был создан пост Президента Социалистической Республики Румыния.
С 1981 года, с целью выплатить накопившийся внешний долг в 10 миллиардов долларов, Чаушеску ввёл в стране политику жёсткой экономии, из-за которой уровень жизни румын стал быстро падать, увеличился дефицит товаров первой необходимости. В декабре 1989 года протесты против выселения священника Ласло Тёкеша переросли в массовое антикоммунистическое восстание, ставшее одним из составляющих революций 1989 года. В результате произошедшей Румынской революции Николае и Елена Чаушеску 22 декабря 1989 года попытались бежать из страны, но потерпели неудачу и 25 декабря предстали перед военным трибуналом и были казнены. Социалистическая Республика Румыния, а вместе с ней и правящая Румынская коммунистическая партия, прекратила своё существование практически сразу после бегства четы Чаушеску. Образовавшийся вакуум власти быстро заполнил Фронт национального спасения во главе с бывшим членом РКП Ионом Илиеску, ставшим первым президентом современной Румынии. 20 мая 1990 года в стране прошли первые с 1937 года свободные всеобщие выборы, а 8 декабря 1991 года была принята современная конституция Румынии, окончательно упразднившая существовавший до этого общественно-политический строй и утвердившая нынешнюю политическую систему страны.

## Приход к власти коммунистических сил
При Ионе Антонеску масштабы преследований коммунистов достигли грандиозных размеров. К 1944 году все лидеры Коммунистической партии Румынии оказались либо в тюрьме, либо пребывали в Москве.
Таким образом и без того малочисленная и слабая партия оказалась лишена и руководства. Соответственно, она не могла играть важной роли на политической арене Румынии.
В 1944 году, после свержения диктатуры Антонеску и попадания Румынии в советскую сферу влияния, ситуация резко изменилась.
После быстрой смены нескольких правительств под руководством генерала К. Сэнэтеску (23 августа 1944 года — 16 октября 1944 года) и генерала Н. Рэдеску (6 декабря 1944 — 6 марта 1945) Советский Союз выдвигает на пост первого министра «своего человека» — П. Грозу.
Правительство П. Грозы взяло курс на коммунистическую идеологизацию страны и очень способствовало тому, что на выборах в ноябре 1946 года победили коммунисты.
После уверенной победы коммунистических сил начались аресты лидеров оппозиции. Король Румынии Михай I, несмотря на общественную поддержку, был вынужден отречься от престола. Институт монархии был ликвидирован.
30 декабря 1947 года была провозглашена Румынская Народная Республика, а в 1948 году была принята конституция.

## Развитие и политика Румынии при Георгиу-Деже

### Экономика и первые шаги
Первым делом новые руководители провели национализацию практически всех частных учреждений.
В 1949—1962 годах была осуществлена насильственная коллективизация. Только в конце 1940-х — начале 50-х было арестовано около 80 тысяч крестьян.
По сталинской модели была проведена и индустриализация. Был создан специальный орган — Государственный комитет по планированию, руководство которым осуществлял тогдашний глава Румынии Георгиу-Деж. К 1950 году промышленность встала на довоенный уровень. Основными приоритетами к концу 1950-х становятся химическая, металлургическая и энергетическая промышленность. Туда направляется около 80 % всех капиталовложений.

### Внутренняя и внешняя политика
Георгиу-Деж, который был убеждённым сталинистом, занимался отстранением с руководящих постов всех своих возможных политических оппонентов. Так, в 1948 году, был арестован главный соперник Дежа — Л. Пэтрэшкану. В 1952 году была устранена вся «московская фракция» партии (Анна Паукер, Василе Лука, Гогу Рэдулеску и «примкнувший к ним» Теохари Джорджеску), а в 1957 устранён и последний соперник, М. Константинеску. Орудием политических репрессий являлся департамент госбезопасности МВД — Секуритате во главе с лично преданным Георгиу-Дежу генералом Пинтилие. Подсобным инструментом репрессий являлась также милиция под руководством Павла Кристеску.
До начала 1960-х продолжалось активное партизанское движение. Его социальную основу составляли крестьяне, протестовавшие против насильственной коллективизации и государственного атеизма; лидерами обычно выступали военные (Георге Арсенеску, Тома Арнэуцою, Ион Уцэ, Николае Дабижа, Иоан Карлаонц), легионеры (Ион Гаврилэ Огорану, Гогу Пую, Спиру Блэнару), сельские предприниматели (Теодор Шушман), националистическая интеллигенция (Раду Чучану). Практическим завершением повстанчества считается 1962 год — казнь Георге Арсенеску, а символическим окончанием 1976 год — арест Иона Гаврилэ Огорану, «последнего партизана Европы».
В 1951—1956 годах осуществлялись массовые депортации «неблагонадёжных элементов» (по социальному и этническому признакам) в Бэрэганскую степь.
После смерти Сталина отношения СССР и Румынии усложняются, с конца 1950-х во внешней политике Деж придерживался принципов национализма и балансирования между Западом и Востоком. В 1964 году было обнародовано «Заявление о позиции Румынской коммунистической партии по вопросам мирового коммунистического и рабочего движения», в котором утверждалось, что никаких единых рецептов в этой области не существует, и каждой компартии принадлежит суверенное право решать свои проблемы и выбирать пути самостоятельно, нет никаких привилегированных или руководящих партий, все равны, и никто никому не имеет право навязывать свою точку зрения или мнение.
Румынское руководство добилось существенной политической и экономической автономии в социалистическом лагере. К примеру, в 1959—1960 годах были заключены специальные соглашения с Францией, Великобританией и США, которые позволяли Румынии проникнуть на западноевропейские рынки. Также из СРР были выведены советские войска.

## Румыния при Чаушеску

### Политическая обстановка
В 1965 году, после смерти Георгиу-Дежа, первым секретарем РКП был избран Николае Чаушеску. Вокруг него группировались деятели, лично ему обязанные политическим возвышением — Василе Патилинец, Илие Вердец, Корнел Онеску, Ион Коман, Ион Стэнеску, Вирджил Трофин
Первые его шаги носили либеральный характер, в частности, он реабилитировал Л. Пэтрэшкану и других деятелей компартии Румынии, репрессированных в 1940—1950-х годах. Также в 1965 году была принята новая конституция (помимо прочего, была утверждена новая символика и название страны).
Чаушеску развил внешнеполитическую линию Георгиу-Дежа, в 1960-х годах отметилось улучшение отношений с Западом, и получение существенной независимости от Востока. Чаушеску установил дипломатические отношение с ФРГ, в Румынию приезжал президент Франции Шарль де Голль и США — Ричард Никсон, дважды руководитель Румынии ездил в США и один раз в Великобританию. Во время событий августа 1968 года Румыния резко осудила действия СССР и участвовавших в операции стран Варшавского договора.
Однако в 1970-е годы Румыния отошла от либерализма предыдущего десятилетия. Постепенно оттеснялись функционеры 1960-х, типа Патилинеца или Трофина. В стране насаждался культ личности Чаушеску, значительную роль играла политическая полиция «Секуритате». Вся полнота власти сосредоточилась в руках самого Чаушеску, его жены Елены и узкого круга его приближённых (члены Политисполкома ЦК РКП Эмиль Бобу и Маня Мэнеску, военный советник Ион Динкэ, глава карательных органов Тудор Постелнику, генерал Секуритате Эмиль Макри). На особом положении находились члены правящей семьи (сын Нику Чаушеску был видным партийным руководителем, брат Илие Чаушеску — заместителем министра обороны, брат Марин Чаушеску — конфиденциальным финансовым агентом).
Преследовалось инакомыслие, подавлялись протестные выступления, крупнейшими из которых стали шахтёрская забастовка 1977 и Брашовское восстание 1987. Несмотря на репрессии, существовало диссидентское движение различных направлений — националистического (Паул Гома), общедемократического (Раду Филипеску), радикально-коммунистического (Силвиу Брукан, Константин Пырвулеску), радикально-антикоммунистического (Джелу Войкан Войкулеску, Юлиус Филип), правозащитного (Дойна Корня), профсоюзного (Вернер Зоммерауэр). Сложилась и внутрипартийная фронда (Ион Илиеску, Думитру Мазилу, Георге Апостол), и своего рода военная оппозиция (Николае Милитару, Ион Ионицэ).

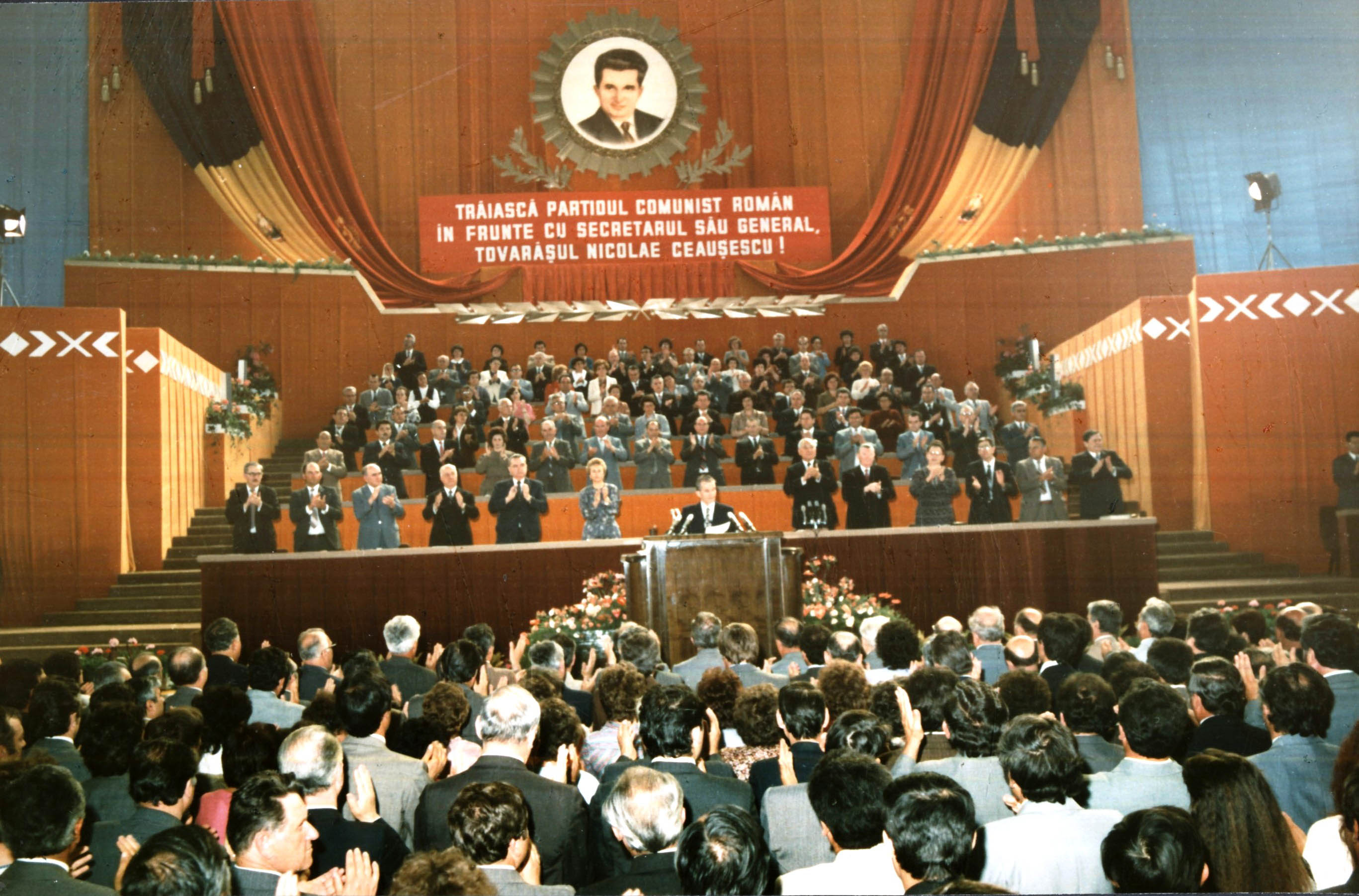
Съезд РКП. 1986 год

Тем не менее, в отличие от большинства других социалистических стран, Румыния приняла участие в Олимпиаде-84 в Лос-Анджелесе, уступив по количеству завоёванных золотых наград только сборной США, сам же Чаушеску в 1985 году был награждён Олимпийским орденом.
Высшим органом законодательной власти с 1948 года было однопалатное Великое национальное собрание.

### Экономическое развитие
Экономическая политика Чаушеску заключалась в том, чтобы преодолеть промышленное отставание от развитых стран, для чего было принято решение на кредиты, взятые у международных финансовых институтов, форсировать строительство мощной индустрии. С 1975 по 1987 г. Румыния заняла на Западе около $22 млрд — гигантская по тем временам сумма. Однако расчет в основе плана оказался неверным, реализованные проекты оказались убыточными, а для покрытия долгов пришлось прибегнуть к жесточайшей экономии. К 1989 году Румыния полностью расплатилась с долгами, но ради этого румынский народ принес огромные жертвы. Экономия на всем, даже жизненно необходимом, была возведена в ранг государственной политики. Следствием этого стало падение уровня жизни населения и, естественно, резкий рост социальной напряжённости в стране.
Об экономии в годы Чаушеску: на фоне бешеной экономии и развивающегося кризиса в социалистических странах социально-экономическое положение Румынии оказалось плачевным. В стране было невозможно купить молоко и хлеб, не говоря уже о мясе. Днём в городах и сёлах отключали свет, был установлен жесточайший лимит на пользование электричеством. В квартире разрешалось зажигать только одну лампочку мощностью 15 Вт, использование холодильников и других бытовых электроприборов зимой категорически запрещалось, как и употребление газа для обогрева жилья. Горячая вода давалась по часам, и то не везде. Страна была вынуждена сесть на голодный паек: были введены продовольственные карточки. В Бухаресте появились истощенные и босые крестьяне, а крестьянские дети, выбегая к проходящим поездам, просили хлеба. Подобные меры были распространены на всей территории страны, начиная с провинции и заканчивая Бухарестом.
С 1988 года осуществлялась масштабная программа уничтожения половины из 13 тысяч существовавших в 1988 году румынских деревень и переселения их жителей в сотни новых «агропромышленных центров». Она вызвала сопротивление населения.

### Падение социалистического режима (декабрь 1989)

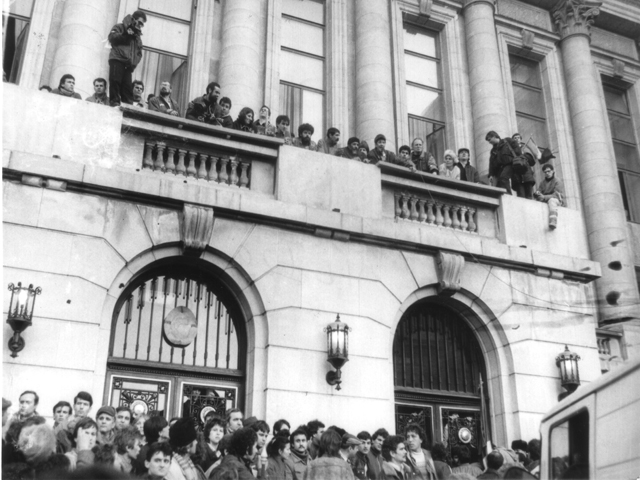
Протестующие на балконе здания ЦК РКП (22 декабря 1989)

1989 год стал периодом смещения социалистических режимов в странах Варшавского договора. К началу декабря 1989 года к демократизации приступили Польша, Чехословакия, ГДР, Венгрия и Болгария. Тем временем, Румынию с её тоталитарной системой этот тренд обходил стороной. На прошедшем в ноябре 1989 года XIV съезде РКП Чаушеску был переизбран генеральным секретарём партии ещё на пять лет, до 1994 года. Предвидя сценарий аналогичному другим странам смещению режима, руководство страны изо всех сил старалось изолировать Румынию, блокируя всякую информацию из заграницы.
16 декабря 1989 года попытка выселить популярного священнослужителя-диссидента Ласло Текеша, венгра по национальности, из его жилья, привела к народным демонстрациям в Тимишоаре, ставшим отправной точкой революции, закончившейся свержением режима Чаушеску и установлением многопартийной демократической системы управления. В ходе декабрьских событий против демонстрантов сперва в Тимишоаре, потом в Бухаресте были задействованы органы госбезопасности и армия, которая по ходу дела перешла на сторону выступающих. Министр обороны Василе Миля, согласно официальному заявлению, «покончил жизнь самоубийством». Вскоре на сторону восставших перешли даже крупные чины госбезопасности, в частности, генерал Михай Кицак, всего за несколько дней до революции руководивший подавлением выступления в Тимишоаре. 

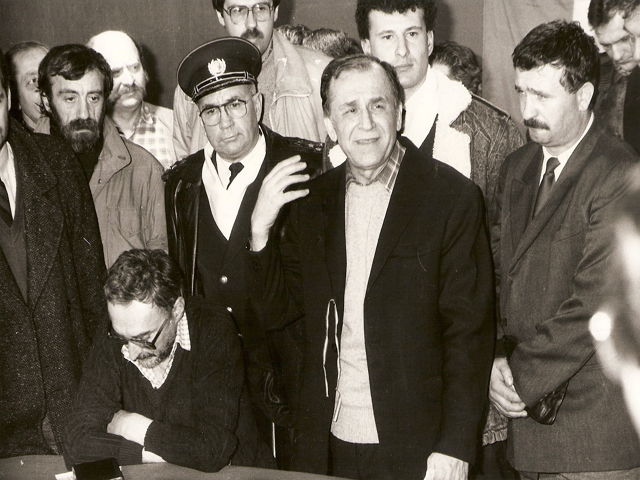
Ион Илиеску в эфире румынского телевидения (22 декабря 1989)

Утром 22 декабря Николае Чаушеску вместе со своей женой Еленой бежали из Бухареста с помощью вертолёта. Премьер-министр Константин Дэскэлеску, занимавший должность с 1982 года, хотел возглавить переходное правительство, но протестующие у здания ЦК на вопрос о том, стоит ли ему оставаться главой правительства, единогласно ответили «нет». Последним указом Дэскэлеску на посту премьер-министра стал указ об освобождении всех политических заключённых и всех задержанных во время антиправительственных демонстраций. 22 декабря 1989 года его правительство, последнее в истории социалистической Румынии, подало в отставку. Чета Чаушеску попыталась улететь на свою дачу возле озера Снагов на вышеупомянутом вертолёте, но новый министр обороны — Виктор Стэнкулеску — объявил о закрытии воздушного пространства. Пилоту вертолёта пришлось посадить транспортное средство в поле у города Тырговиште. Чаушеску с женой были схвачены подразделениями армии неподалёку от Тырговиште и по приговору военного трибунала, который длился всего несколько часов, расстреляны 25 декабря 1989 года. Запись суда и расстрела была записана на видео и 27 декабря 1989 года показана по румынскому телевидению.
В момент бегства Чаушеску протестующие захватывали здание ЦК РКП, с балкона которого первый произносил свою последнюю в жизни речь. Позже в этот же день по румынскому центральному телевидению проникшая в телецентр группа протестующих, включая Иона Илиеску, Петре Романа и Думитру Мазилу, объявила о создании нового правительственного органа — Фронта национального спасения. Полномочия по управлению страной на четыре дня перешли к коллегиальному Совету Фронта национального спасения. 26 декабря 1989 года Ион Илиеску занял пост президента Румынии, а Петре Роман — пост премьер-министра. Страна продолжала называться «Социалистическая Республика Румыния» вплоть до 28 или 29 декабря 1989 года. Ситуация в стране (и особенно в Бухаресте) в 20-х числах декабря оставалась нестабильной — на улицах столицы часто происходили перестрелки между армией и тайной полицией «Секуритате». Последняя серьёзная стычка, произошедшая возле телецентра, состоялась 27 декабря. В результате перестрелок погибло множество как военных, так и гражданских лиц — всего около 7000 человек. После 28 декабря члены «Секуритате», понимая безысходность своего положения и получив обещание, что судить их не будут, стали сдаваться. 30 декабря был замечен последний случай сопротивления сил «Секуритате», а 2 января 1990 года тайная полиция была окончательно расформирована.

## Государственное устройство
Высший орган государственной власти — Великое Национальное Собрание (Marea Adunare Națională), избираемое народом из кандидатов выдвигаемых Центральным Комитетом Румынской Рабочей Партией (позже Центральным Комитетом Коммунистической Партии Румынии), постоянно-действующий орган Великого Национального Собрания — Президиум Великого Национального Собрания (Prezidiul Marii Adunări Naționale), позже Государственный Совет, избирался Великим Национальным Собранием, высший исполнительно-распорядительный орган — Совет Министров (Consiliul de Miniștri), формируемый Великим Национальным Собранием из числа лиц предложенных Центральным Комитетом Румынской Рабочей Партии.

## Административное деление
Территория Румынии делилась на области (regiuni) (до 1968 года), области на уезды (județe) (с 1950 года — на районы (raioane)), уезды (позже — районы) на города (plași, с 1952 года — orașe) и общины (comune), с 1968 года жудецы делились на муниципии, города и общины, Муниципий Бухарест делился на сектора. Местные органы государственной власти — народные советы (consiliile populare, с 1952 года — sfaturile populare), избираемые населением из числа лиц предложенных местными комитетами Румынской Рабочей Партии, местные исполнительно-распорядительные органы — исполнительные комитеты (Comitetele executive) и отделы исполнительных комитетов (Secțiunile Comitetelor Executive), формируемые народными советами.

## Правовая система
Высший судебный орган — Верховный Суд (Curtea Suprema, с 1952 года — Tribunalul Suprem), избирался Великим Национальным Собранием (до 1953 года — назначался Президиумом Великого Национального Собрания по предложению правительства), суды апелляционной инстанции — суды (curtile), с 1952 года — областные суды (tribunalele regionale), с 1965 года — суды жудецев (tribunalele judetene), суды первой инстанции — народные суды (judecatoriile populare, с 1952 года — tribunalele populare), с 1965 года — юдикатории (judecatorii).

## Политические партии
Единственная политическая партия — Румынская коммунистическая партия (до 1965 года Румынская рабочая партия) образовалась в 1948 году путём объединения Коммунистической партии Румынии и Социал-демократической партии Румынии, до 1947 года существовали Национал-крестьянская партия и Национал-либеральная партия. Общественные организации — Фронт демократии социалистического единства (Frontul Democrației și Unității Socialiste, до 1980 года — Фронт социалистического единства, до 1968 года — Народно-демократический фронт), включает Союз коммунистической молодёжи (Uniunea Tineretului Comunist) (до 1966 года — Союз рабочей молодёжи (Uniunea Tineretului Muncitor)) (молодёжная секция РКП), Всеобщее объединение профсоюзов Румынии (Uniunea Generală a Sindicatelor din România) (до 1966 года — Всеобщая Конфедерация Труда (Confederația Generală a Muncii)) (профцентр РКП), Национальный союз сельскохозяйственных производственных кооперативов (центр крестьянских союзов при РКП), Национальный совет женщин (женская секция РКП), Союз студенческих ассоциаций.

## Экономика
Денежная единица — лей (15 копеек СССР), был представлен:
- Медно-никелево-цинковыми (с 1966 года — стальными, с 1975 года — алюминиевыми) монетами номиналом в 1, 3, 5 баней (1 бань — 1/100 лея)
- Медно-никелевыми монетами (с 1966 года — стальными, с 1975 года — алюминиевыми) номиналом в 10, 15, 25, а с 1963 года также 50 баней и лей[32] чеканились Государственным монетным двором Румынии
- Государственными казначейскими билетами номиналом (с 1966 года также Билеты Национального банка Румынии) в 1, 3 и 5 леев, эмитировались Министерством финансов НРР (с 1966 года Национальным банком Румынии)
- Билетами Национального банка Румынии номиналом в 10, 25, 50 и 100 леев[33][34] эмитировались Национальным банком Румынии[35]

## Средства массовой информации
Газеты, получавшие информацию от Румынского агентства печати (Agentia româna de presa):
Scînteia, Munca de partid и Era socialistă — печатные органы ЦК РКП;
Scînteia tineretului — печатный орган ЦК Союза коммунистической молодёжи;
România Liberă — печатный орган Национального совета Фронта социалистического единства;
Informaţia Bucureştiului — печатный орган Бухарестского муниципального комитета РКП и Народного совета муниципии Бухареста;
Apărarea Patriei — печатный орган Министерства обороны СРР;
Contemporanul — печатный орган Совета по культуре и социалистическому воспитанию;
Lumea — печатный орган Союза журналистов СРР;
Munca — печатный орган Всеобщего объединения профсоюзов;
România literară — печатный орган Союза писателей СРР;
Femeia — печатный орган Национального совета женщин СРР.
Журналы: Luminița — детский журнал; Urzica («Крапива», 1948—1990) — сатирический журнал.
Единственная в стране телекомпания и единственная радиокомпания — Румынское радио и телевидение (Radioteleviziunea Română, RTR), управлялась Президентом (Președinții) и Национальным советом (Consiliul Naţional, до 1968 г. — Государственным комитетом по телевидению и радиовещанию [Comitetul de Stat pentru Radio și Televiziune]), включала в себя радиоканалы:
RTR Programul I,
RTR Programul II,
RTR Programul III,
и телеканалы:
RTR Programul 1,
RTR Programul 2.

## В филателии

Почтовые марки СССР
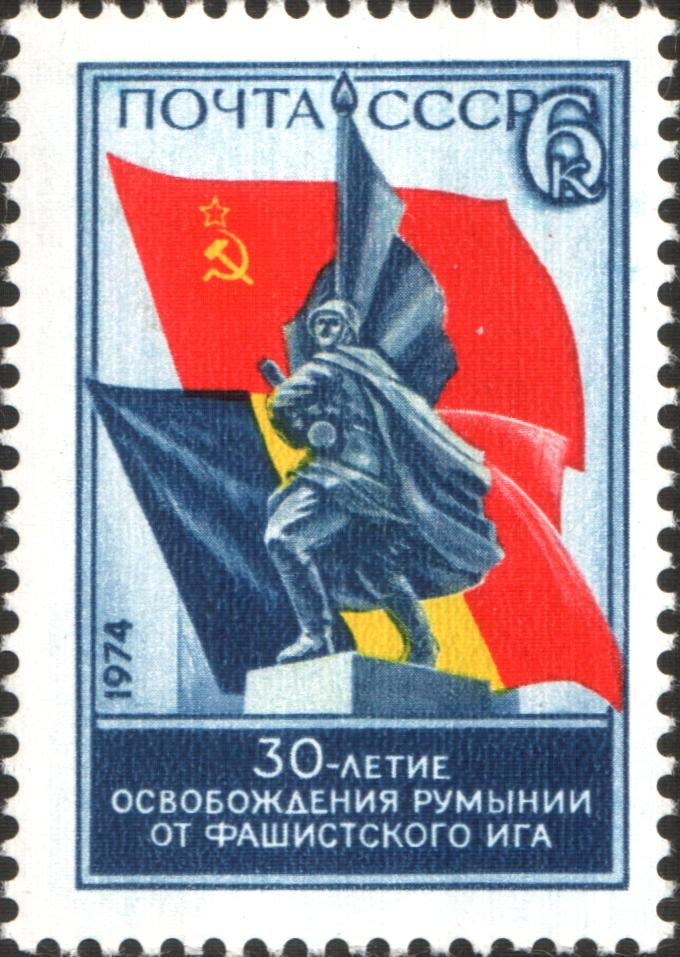
1974 год
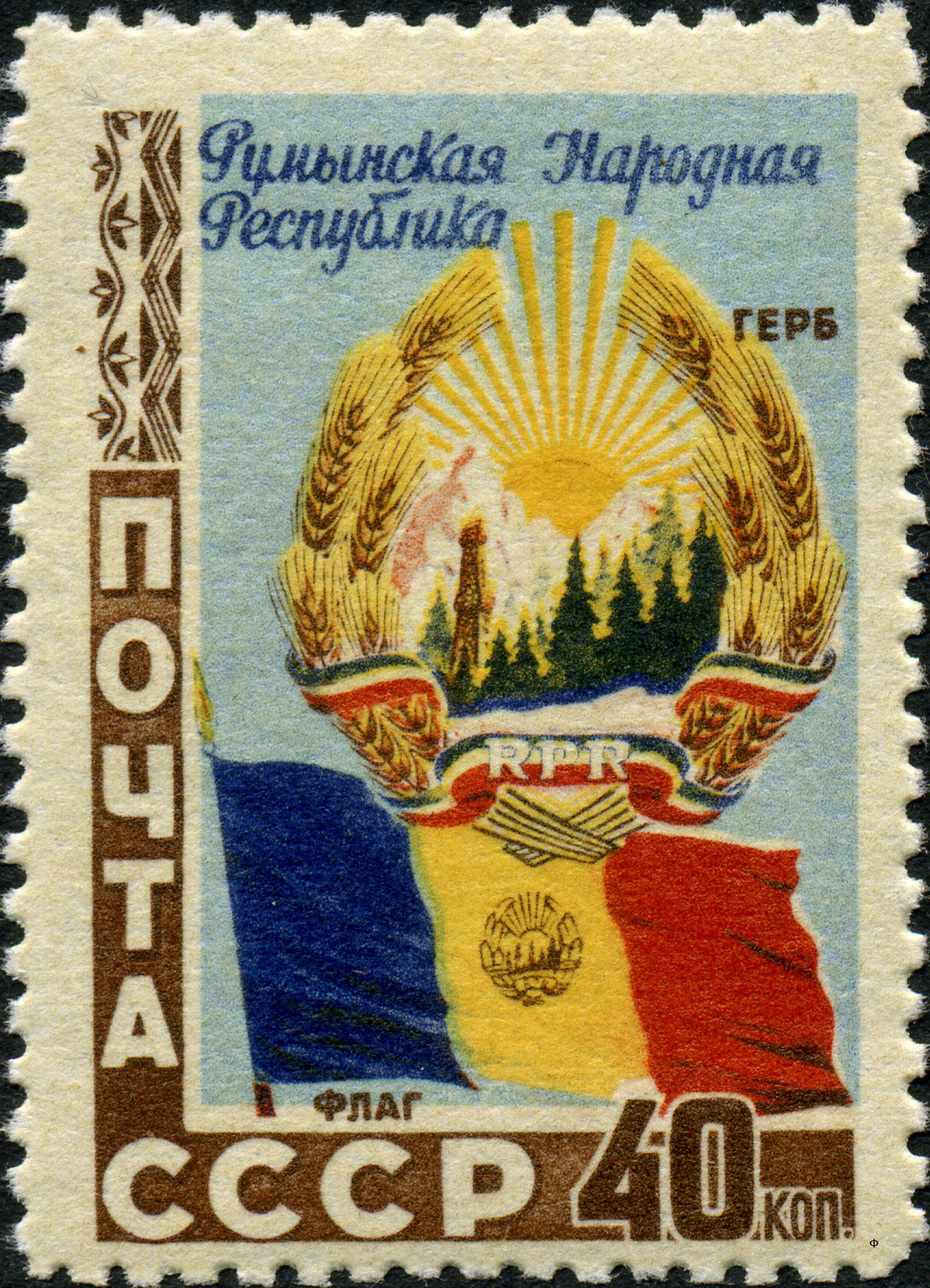
1952 год. Государственный герб и флаг республики.
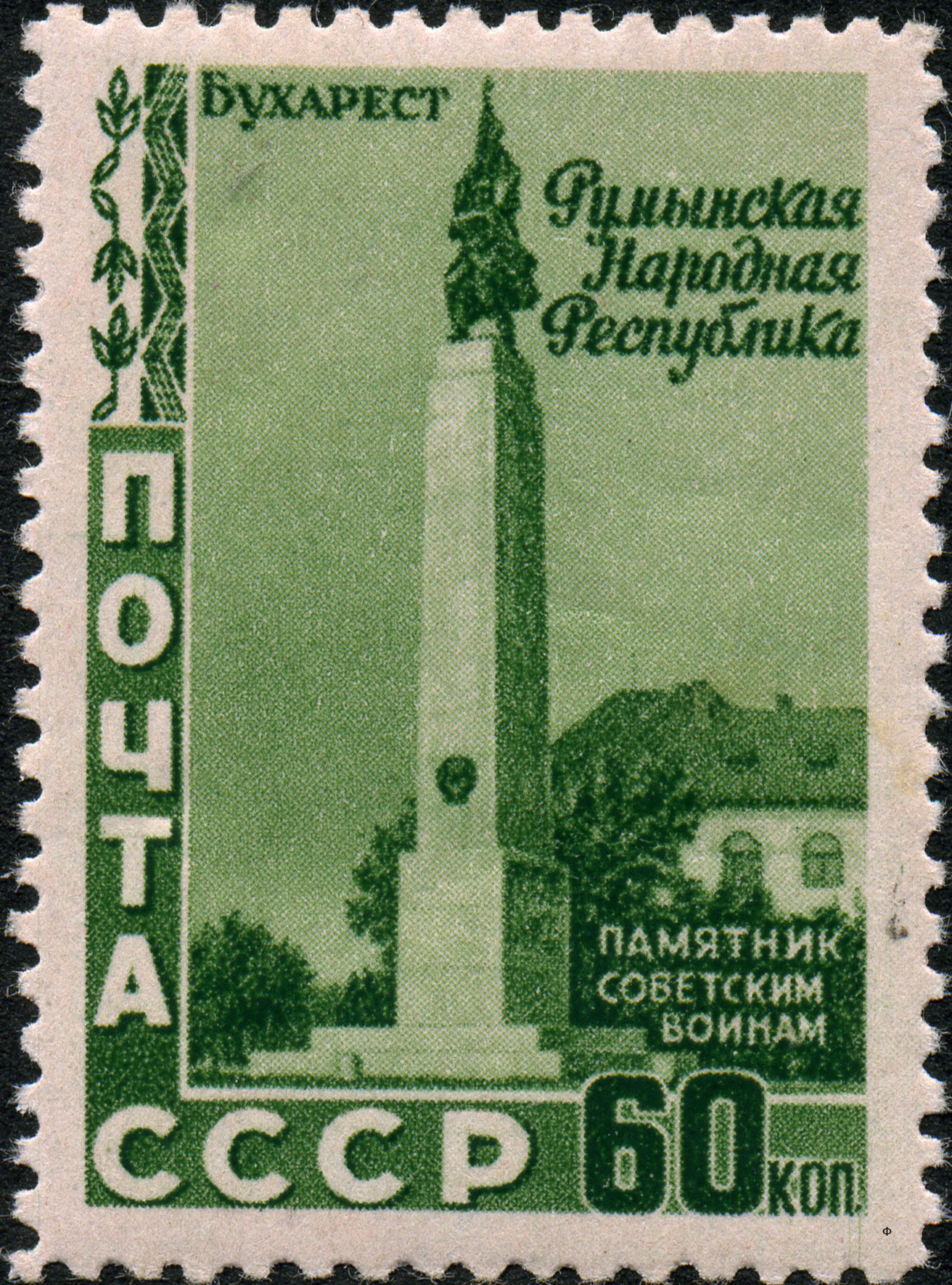
1952 год. Памятник советским воинам
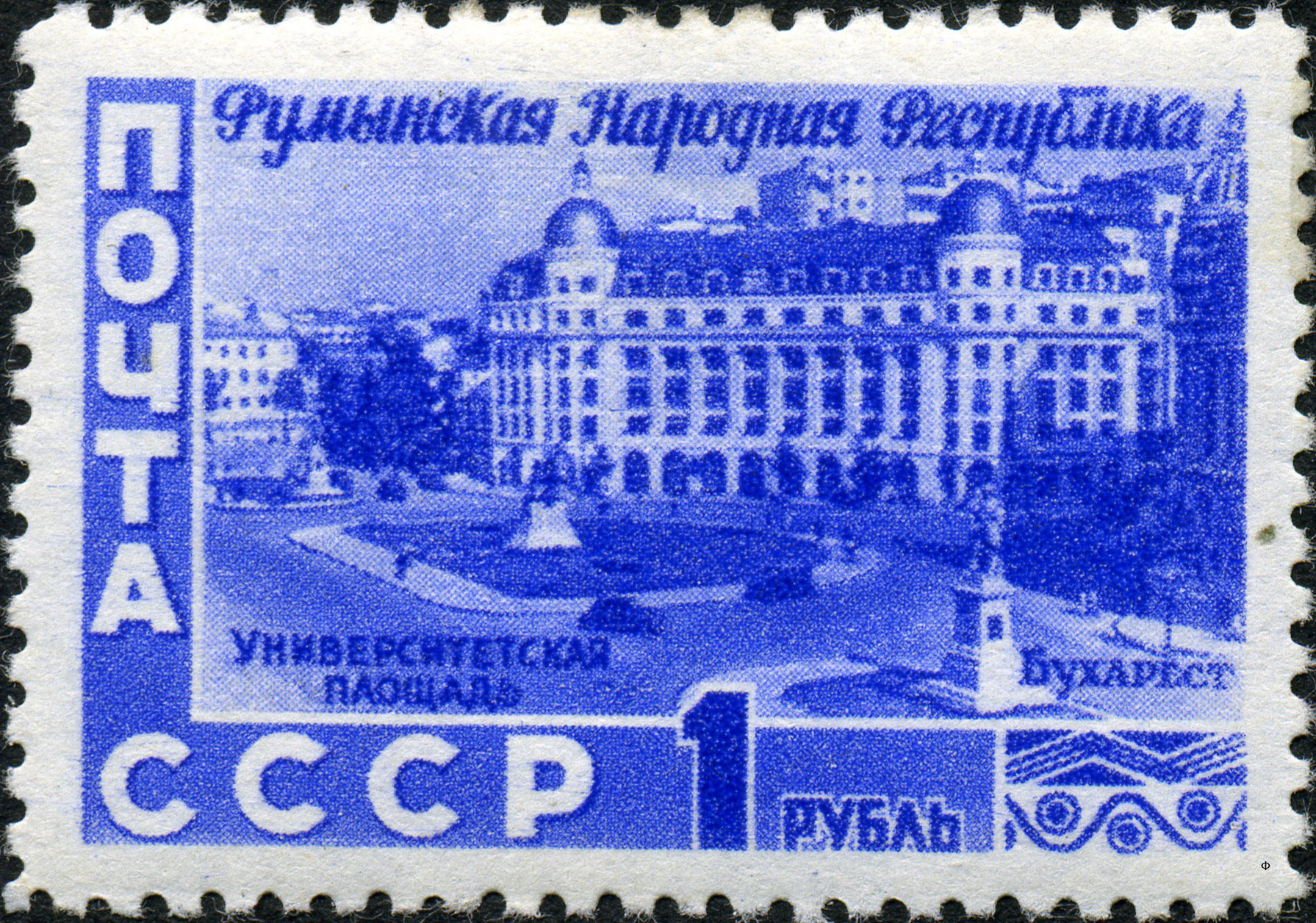
1952 год. Бухарест. Университетская площадь

### Комментарии
1. 1 2  22 декабря 1989 года Президент СРР Николае Чаушеску с женой Еленой вылетели на вертолёте из Бухареста[4], а управление страной взял на себя Фронт национального спасения[5]. Страна формально продолжала называться «Социалистическая Республика Румыния» до 28[6] или 29 декабря 1989 года[7]. Конституция социалистического периода, принятая в 1965 году, оставалась действующей до 8 декабря 1991 года[8].
2. ↑  Оставался руководить Государственным советом вплоть до декабря 1989 года, поскольку, согласно конституции, Президент СРР являлся одновременно и Председателем Государственного совета.
3. ↑  С 22 по 26 декабря 1989 года[14].
4. ↑  В Совет Фронта национального спасения входили: Мариан Бачиу[рум.], Ана Бландиана (известна под псевдонимом Отилия Валерия Коман), Силвиу Брукан, Валериу Букуреску (рум. Valeriu Bucurescu), Александру Бырлэдяну, Овидиу Влад (рум. Ovidiu Vlad), Джелу Войкан Войкулеску, Георге Войня[рум.], Штефан Гушэ[рум.], Мирча Динеску[рум.], Дан Дешлиу[рум.], Джеза Домокос[рум.], Эмил Думитреску[рум.], Константин Ивановичи[рум.], Михай Испас (рум. Mihai Ispas), Йон Илиеску, Владимир Йонеску (рум. Vladimir Ionescu), Магдалена Йонеску (рум. Magdalena Ionescu), Эугения Йорга[рум.], Йон Карамитру, Дойна Корня, Константин Кыртжан (рум. Constantin Cîrjan), Михаил Лупой[рум.], Думитру Мазилу, Георге Маноле[рум.], Дан Марциан[рум.], Михай Монтану[рум.], Аурел Драгош Мунтяну[рум.], Мариан Мьерлэ (рум. Marian Mierlă), Корнелиу Мэнеску, Паул Негрициу (рум. Paul Negrițiu), Серджиу Флорин Николаеску, Василе Някша (рум. Vasile Neacșa), Николае Раду[рум.], Петре Валтер Роман, Виктор Атанасие Стэнкулеску, Адриан Сэрбу[рум.], Бижор-Богдан Теодориу[рум.], Ласло Тёкеш, Кристина Чонту (рум. Cristina Ciontu).
5. ↑  Занял пост президента Румынии 26 декабря 1989 года, за несколько дней до смены названия страны[6].